# Itamar Tavares
Itamar Tavares (Rio de Janeiro, 18 de julho de 1887 - 25 de novembro de 1933), foi um engenheiro e futebolista brasileiro, mais conhecido por ter sido o criador[carece de fontes?] da camisa oficial do Botafogo de Futebol e Regatas (então com o nome de Botafogo Football Club), clube do qual foi um dos fundadores.

## História do Botafogo
A fundação do Botafogo deve-se a uma atividade juvenil, quando o futebol era um esporte pouco conhecido no Brasil, e teve início quando Flávio da Silva Ramos teve um bilhete seu ao colega de classe no Colégio Alfredo Ramos, Emanuel de Almeida Sodré, no qual propunha: "O Itamar tem um clube de futebol que joga na Martins Ferreira. Vamos fundar outro, aqui, no Largo dos Leões?"
Itamar havia criado um time de futebol, chamado "Ideal", que atuava na região de Humaitá; os garotos do Colégio Alfredo Ramos e outros amigos, a 12 de agosto de 1904 fundaram seu clube, dedicado não ao futebol, mas ao pedestrianismo; na segunda reunião, em 18 de setembro, o Itamar, que se desfizera do Ideal e se integrara aos demais, sugeriu-lhes fosse adotada uma camisa semelhante à do time italiano Juventus Football Club - equipe para a qual torcia quando morou na Itália.
Na mesma reunião foi decidido o nome de Botafogo, e criado um escudo em estilo suíço, que mais tarde foi trocado; A camisa com listras verticais em preto e branco, ideia do Itamar, foi aquela que o time ostenta até o presente.
Além de idealizador da camisa, Itamar atuou como jogador do time em suas primeiras partidas, inicialmente como ponta-esquerda e, como não existiam posições fixas, como goleiro.
Itamar foi casado com Laura Pereira Tavares, com quem teve três filhos, Almir Pereira Tavares, Haroldo Pereira Tavares e Jorge Pereira Tavares.